# José Manuel Yanguas Calleja
José Manuel Yanguas Calleja (Fitero, 20 de juny de 1972) és un exfutbolista navarrès, que ocupava la posició de defensa.

## Trajectòria
Format a les categories inferiors del CA Osasuna, debuta en primera divisió amb els navarresos a la temporada 93/94, tot jugant 17 partits de Lliga eixe any. Al final, l'Osasuna quedaria cuer i baixaria a Segona.
En la categoria d'argent, Yanguas trigaria dos anys fins a fer-se un lloc titular a l'equip. La temporada 96/97 ja juga 34 partits i marca un gol. A la següent disputaria altres 34, però la temporada 98/99 baixaria a només 17.
L'estiu del 2000 l'Osasuna aconsegueix retornar a la màxima categoria. Yanguas va formar part del conjunt osasunista tres temporades més en Primera, dues com a titular i la tercera on només apareix en 15 ocasions. Al final de la temporada 02/03, Yanguas deixa l'Osasuna, després d'haver format part de l'equip 10 temporades, amb 228 partits entre Primera i Segona.
Recala a les files del Getafe CF, amb qui assoleix un històric ascens a la màxima categoria. El navarrès jugaria una temporada en Primera amb els madrilenys abans de tornar a Segona, ara amb el CD Numancia (05/06). Posteriorment, acabaria la seua carrera al modest equip del CD Alfaro.